# Rik Stallaerts
Rik Stallaerts is een Vlaams filmhistoricus, scenarist, regie-assistent en televisieproducer. Bij de heropstart van Studio Skoop door Walter Vandercruysse in 1986, organiseert hij de communicatie en staat in voor filmweken voor Studio Skoop, later onder de vlag van vzw Multimage en de vzw De Filmplaneet. Hij regisseert ook reportages voor het kunstprogramma Ziggurat van VRT, oa over Hong Kong films en Abbas Kirarostami (1993). Na filmbesprekingen in 'De Ander Filminformatie', 'Andere Sinema' begin jaren '80, verzorgt hij een decennium lang de verslaggeving van de festivals van Berlijn en Venetië voor De Morgen.  
Hij is producer van F.C. De Kampioenen van 2006 (reeks 15) tot 2011, de laatste reeks (21). Vanaf 2011 tot 2022 is hij producer van oa de Koningin Elisabethwedstrijd voor Tv. Een uniek project is de driedelige reeks 'Geheimen van het Lam Gods'(2020), die het restauratieproces van het mysterieuze Gentse veelluik in beeld brengt. Het laatste wapenfeit voor de VRT is de productie van de documentaire over Francis Alÿs: spel zonder grenzen (regie: Pieter Verbiest) in 2022. 
Voor exposities staat hij in voor video's, zoals voor 'De fifties in België' (Ronny Gobyn, ASLK, 1988), 'De Panoramische droom' (Mandy Nauwelaerts, Stad Antwerpen, 1993, ism Maurice Noben) , 'Bevrijde Stad' (Mandy Nauwelaerts, Stad Antwerpen, 1994) en Antwerpen onder de V-Bommen (Mandy Nauwelaerts, Stad Antwerpen, 2004). Later tekent hij o.m. nog ism Maurice Noben, getuigenissen op van Antwerpse dokwerkers over hun arbeid en werktuigen voor de expo 'Stroomversnelling'(Stad Antwerpen). Hij staat mee met Mandy Nauwelaerts aan de wieg van het MAS en het Red Star Line Museum in Antwerpen.   
Hij neemt deel aan de Audiovisuele Commissie van het Kunstendecreet (even als ondervoorzitter) en aan de beoordelingscommissies documentaire van het Vlaams Audiovisueel Fonds, in 2024-'25 nog aan de pitchcomités ervan.  
Voor zijn zoon Jules Stallaerts en zijn vriend Seppe Van Den Broeck (regie), produceert hij de Vranckx/De Nomaden, 'Hoop voor een hospitaal' (2024) in Kilembe, Oeganda.  
Met Emotion Pictures vzw houdt hij het leven en werk van Robbe De Hert (1942-2020) in de belangstelling door het organiseren van filmvertoningen en het uitgeven van publicaties, samen met Johan Dehandschutter. Zo staan achtereenvolgens 'Elixir d'Anvers', 'Janssen & Janssens maken een film', 'Gaston's War', 'Camera Sutra' en 'Le Filet Américain' in de kijker. De vertoningen hebben plaats in De Cinema, Antwerpen. Maar eveneens in oa het RITCS (Brussel) en de Zwarte Zaal van de Academie in Gent. 

## Carrière
- Hoop voor een hospitaal - De Nomaden/Vranckx/VRT News (2024) (onafhankelijk, producer)
- Geheimen van het Lam Gods (2020) (VRT, producer)
- Documentaires over beeldende kunst (VRT, 2018-22, producer), oa Roger Raveel, 20 jaar SMAK, Marcel Broodthaers, Francys Alÿs.
- Memotv (2012-2014) (VRT, producer)
- Documentaire '25 jaar Jazz Middelheim' (VRT, producer) en muziekopnames (oa Radio 1-sessies voor TV).
- Koningin Elisabethwedstrijd (2011-2022) (VRT, producer) en Paleisconcerten (Lente/Kerst), Preludium, Nationaal Defilé (2017-22).
- F.C. De Kampioenen (2006-2011) (VRT, producer reeks 15-21)
- Coördinerend producer Eén (2005-2006), oa Lotto, Weer, KOTK, Het ABC Van de VRT, Kijk Uit en 'Rode Rozen voor Rosa' (2003-2005)
- Aankoop bioskoopfilms VRT (1999-2003) (VRT, producer, 'Rode Ballonprijs' voor Ketnet-films)
- De Jaren van Verstand (1998-1999) (VRT, producer, ism IDTV)
- Groot licht (1996-99) (Ketnet, co-producer met Bos Bros en KRO-NL, Prijs De kleine kinderkast)
- Antwerpen in de Cinema (1998, publicatie 'Waar is de Tijd', Waanders-NL)
- Daar is de deur! (1997-98) (Ketnet, producer, regie: Peter Van de Kerckhove, Prijs van de Vlaamse Gemeenschap voor het beste jeugdprogramma)
- Sleutel, Klakkebus (Dienst Jeugd, 1995-96, redacteur)
- Binnenkort in deze zaal. Kroniek van de Belgische filmaffiche/Prochainement dans cette salle (1995) (Ludion, publicatie samen met Robbe De Hert)
- Ziggurat (1993-1995) (VRT, regie reportages)
- 1 voor Iedereen (1992-94) (VRT, eindredactie en regie reportages)
- Janssen & Janssens draaien een film (1990) (Fugitive Cinema, Robbe De Hert en Luc Pien, scenario + regie-assistent)
- De Pré Historie,tv (1989-1992) (VRT, coördinatie tv-research)
- Rode Glamour: bioscoop, film en socialistische beweging (1989) (AMSAB, realisatie expo, publicatie en video)
- De fifties in België (1988) (ASLK, realisatie expo-video's)
- Onder Dak. Een eeuw volks- en gildenhuizen (1987) (AMSAB, co-realisatie expo en publicatie)
- Henri Storck, ooggetuige/Temoin du réel/Eyewitness (1986) (Fugitive Cinema, Robbe De Hert, scenario + regie-assistent)
- Te kust en te kuur (1985) (Ronny Gobyn, ASLK, video's ism Cas Vandertaelen)
- De Rode Verleiding (1985) (AMSAB, co-realisatie expo)
- Zwart brood en nitraatfilms (1983) (AMSAB, publicatie)
- Internationaal Filmgebeuren Gent (1980-81) (co-programmator)
- Universitaire Filmclub (UFG) (1977-1982), heropstart met De Andere Film Gent.
- De Andere Film (1974-1976) (Antwerpen, oa projectionist De King Kong)